# Fire Emblem: Three Houses
Fire Emblem: Three Houses ist ein Strategie-Rollenspiel und das 16. Spiel der Fire-Emblem-Reihe. Es wurde von Intelligent Systems und Koei Tecmo entwickelt und am 26. Juli 2019 von Nintendo für deren Spielkonsole Nintendo Switch weltweit veröffentlicht.
Three Houses spielt auf dem fiktiven Kontinent Fódlan, der von drei Reichen beherrscht wird. Der Spieler übernimmt die Rolle eines neuen Lehrers an der Militärakademie Fódlans. Dort entscheidet er sich für die Schüler eines dieser drei Reiche. Nach Abschluss der Ausbildung bricht ein Krieg in Fódlan aus und der Spieler führt seine ehemaligen Schützlinge durch den Krieg. In den Ausbildungs- und Kriegsschlachten kommt das rundenbasierte Kampfsystem der Fire-Emblem-Reihe zum Einsatz, allerdings um zusätzliche Spielmechaniken ergänzt. So können im Vergleich zu den Vorgängerspielen die Spielfiguren in ihren Charakterklassen und Statuswerten stärker individualisiert werden.
Die Fachpresse nahm das Spiel überwiegend positiv auf. Lob fanden vor allem das Kampfsystem und die Darstellung der verschiedenen Charaktere. Während Fachjournalisten die fiktive Welt und die Handlung lobten, wurde das Aufteilen letzterer in vier verschiedene Stränge nicht von allen Kritikern wohlwollend aufgenommen. Kritisiert wurden technische Probleme sowie Mängel in der grafischen Präsentation.
Das Spiel wurde für verschiedene Videospielauszeichnungen nominiert. Bei den Game Awards zeichnete eine Fachjury es zum besten Strategiespiel des Jahres 2019 aus; das Publikum wählte es dort zum besten Spiel des Jahres. Mit über 4 Millionen verkauften Einheiten ist Three Houses das meistverkaufte Spiel der Reihe.
Das Spin-Off Fire Emblem Warriors: Three Hopes, ein Crossover zwischen der Fire-Emblem- und der Dynasty-Warriors-Reihe in der Spielwelt und mit Charakteren aus Three Houses, erschien am 24. Juni 2022 für die Nintendo Switch.

## Handlung
Die Handlung von Fire Emblem: Three Houses spielt auf dem fiktiven Kontinent Fódlan. Dort kam es tausend Jahre vor Beginn der Spielhandlung zu einem verheerenden Krieg, in dem der Banditenkönig Nemesis den gesamten Kontinent zu unterjochen drohte. Daraufhin soll Fódlans Göttin Sothis der Legende zufolge die Heilige Seiros und zehn Krieger mit mächtigen Kräften gesegnet haben, mithilfe derer sie Nemesis besiegen konnte. Die Nachfahren dieser Krieger bilden seitdem den Adelsstand von Fódlan. Einige von ihnen haben den Segen ihrer Vorfahren, die sogenannten Wappen, geerbt. Bis zum Beginn der Handlung werden aber immer weniger Adlige mit Wappen geboren.
Zu Beginn der Spielhandlung wird Fódlan von drei Reichen beherrscht, die zunächst friedlich miteinander koexistieren. Das Adrestianische Kaiserreich befindet sich im Süden und Westen, das Heilige Königreich Faerghus im Norden und die Allianz von Leicester im Osten des Kontinents. In seinem Zentrum liegt das unabhängige Land des Klosters Garreg Mach, der Sitz der Kirche der Seiros. Die drei Schülergruppen der dort untergebrachten Militärakademie sind Adlige und Bürger aus je einem der drei Reiche: die Schwarzen Adler stammen aus Adrestia, die Blauen Löwen aus Faerghus und die Goldenen Hirsche aus Leicester. Diese Gruppen bilden die drei Häuser Garreg Machs, deren Anführer Edelgard, Dimitri und Claude sind, die Thronfolger der jeweiligen Reiche.
Die Handlung von Three Houses besteht aus zwei Teilen: Im ersten Teil „Weiße Wolken“ wählt der Spieler eines der drei Häuser Garreg Machs, dessen Schüler er ausbildet. Nach dieser Ausbildungsphase teilt sich die Handlung im zweiten Teil des Spiels je nach Wahl des Hauses in vier Handlungsstränge „Silberner Schnee“, „Rote Blume“, „Blauer Mond“ oder „Grüner Wind“ auf und der Spieler führt seine ehemaligen Schüler in den Krieg. „Fahle Schatten“ ist ein zusätzlicher DLC, der während des ersten Teils „Weiße Wolken“ stattfindet.

### Weiße Wolken
Der Protagonist Byleth ist ein Söldner im Trupp seines Vaters Jeralt. Seit einiger Zeit erscheint Sothis als junges Mädchen in seinen Träumen, die jedoch keine Erinnerung an ihr Leben als Göttin hat. Eines Tages rettet er Edelgard, Dimitri und Claude vor Banditen. Daher laden sie Byleth und Jeralt dazu ein, Garreg Mach zu besuchen. Jeralt, der ehemals Kommandant des Militärs der Kirche war, nimmt das Angebot widerwillig an. In Garreg Mach trifft Byleth auf Rhea, die Erzbischöfin der Kirche, die ihm anbietet, als Lehrer eines der drei Häuser Garreg Machs anzuleiten. In den folgenden Monaten trainiert Byleth sein Haus in Übungskämpfen und Schlachten gegen Banditen. So bekämpfen sie einen ehemaligen Adligen, der ein Erbstück seiner Familie stahl, nachdem er wegen seines wappenlosen Blutes verstoßen worden war. Zur selben Zeit planen eine Gruppe namens Schattenschleicher sowie der Flammenkaiser, ein maskierter Ritter, die Kirche zu stürzen. Außerdem kehren Stück für Stück Sothis’ Kräfte zurück: Sie lernt etwa, die Zeit anzuhalten oder über Byleths Gedanken mit ihm zu kommunizieren.
Als Banditen Garreg Mach angreifen, entdeckt Byleth das Schwert des Schöpfers, das Nemesis führte. Rhea erlaubt es ihm, das Schwert zu behalten. Sie erzählt ihm von dem Krieg aus der Legende, wodurch Sothis erkennt, dass sie die gleichnamige Göttin sein muss. Nachdem Jeralt einige Monate später von den Schattenschleichern ermordet wird, findet Byleth heraus, dass Rhea ihm kurz nach seiner Geburt Sothis’ Herz einpflanzte und Jeralt deswegen mit Byleth floh. Byleth will sich an den Schattenschleichern rächen, wird aber in eine tödliche Falle gelockt. Sothis opfert sich, damit Byleth überlebt, und übergibt ihm all ihre Kräfte. Da somit die Kräfte der Göttin in Byleth erwacht sind, will Rhea durch eine Zeremonie bewirken, dass Sothis in Byleths Körper wiederaufersteht. Während der Zeremonie greift der Flammenkaiser mit der Adrestianischen Armee Garreg Mach an. Dieser stellt sich als Edelgard, nun gekrönte Kaiserin Adrestias, heraus. Sie erklärt der Kirche den Krieg, da sie die Kirche als Grund für den korrupten Adel und die Geringschätzung derer ohne Wappen ansieht. Byleth muss sich nun entscheiden entweder Edelgard zu unterstützen oder Rhea und Garreg Mach zu verteidigen. Falls sich Byleth Edelgard anschließt, verwandelt sich Rhea in einen Drachen und greift Byleth an. Verteidigt er Garreg Mach, so übergibt Rhea Byleth die Verantwortung als Erzbischof und greift die Adrestianische Armee als Drache an. Dabei wird Byleth von den Schattenschleichern angegriffen und stürzt in eine Schlucht.
Über die nächsten fünf Jahre bleibt Byleth verschollen. Der Krieg zwischen Adrestia und der Kirche weitet sich auf ganz Fódlan aus. Falls Byleth sich Edelgard anschloss, nimmt sie Garreg Mach ein. Infolgedessen gewährt Dimitri, nun König von Faerghus, Rhea Schutz, sodass Adrestia auch Faerghus den Krieg erklärt. Stellte sich Byleth gegen Edelgard, kann die Kirche das Kloster verteidigen und leitet einen Gegenangriff ein. Hierbei verschwindet Rhea spurlos. Nach einem Putsch in Faerghus besetzt Adrestia Teile des Königreiches. In beiden Fällen wird Claude zum Anführer Leicesters ernannt und will wegen der wachsenden Bedrohung einer Invasion durch Adrestia Neutralität wahren. Je nach gewähltem Haus spaltet sich die Handlung nun in vier Handlungsstränge. Nach fünf Jahren wacht Byleth auf und kehrt zum Kloster zurück.

### Silberner Schnee
Byleth hatte das Haus der Schwarzen Adler übernommen und sich gegen Edelgard gestellt. In Garreg Mach trifft er seine ehemaligen Schüler. Mit Byleths Wiederkehr schöpft die Kirche Hoffnung und startet einen Angriff gegen Adrestia. In Adrestias Hauptstadt tötet Byleth Edelgard und rettet die dort gefangene Rhea. Anschließend nehmen sie den Stützpunkt der Schattenschleicher ein, die nach Edelgards Tod den Krieg weiterführen. Dabei beschützt Rhea Byleth in ihrer Drachengestalt. Nach Ende des Krieges enthüllt Rhea den Ursprung Byleths göttlicher Kräfte. Bei seiner Geburt hätten Mutter und Kind im Sterben gelegen und auf Flehen der sterbenden Mutter habe Rhea ihm Sothis’ Herz eingepflanzt, sodass er überlebe und fortan Sothis’ Seele beherberge. Vom Krieg erschöpft verliert Rhea die Kontrolle über ihren Körper und verwandelt sich in einen Drachen, der droht, Fódlan zu zerstören. Byleth kann Rhea jedoch aufhalten. Fódlan ist unter der Herrschaft der Kirche der Seiros mit Byleth als neuem Erzbischof vereint.

### Rote Blume
Byleth hatte das Haus der Schwarzen Adler übernommen und sich Edelgard angeschlossen. In Garreg Mach trifft er Edelgard und seine ehemaligen Schüler und verbündet sich mit ihnen. Mit Byleths Unterstützung nimmt Adrestia Leicester ein. Sie marschieren nach Faerghus, bekämpfen dabei Dimitri und seine Armee und töten ihn. Rhea zieht sich deswegen in die Hauptstadt von Faerghus zurück. In Verzweiflung setzt sie die Stadt in Brand und verwandelt sich in einen Drachen, um Edelgard und Byleth zu vernichten und Sothis’ Herz zurückzuerlangen. Edelgard und Byleth können Rhea töten. Dabei bricht Byleth zusammen, jedoch löst sich Sothis’ Herz in seiner Brust auf und sein eigenes Herz beginnt zu schlagen, sodass er überlebt. Fódlan wird unter Adrestia vereint und Edelgard schafft die Kirche und den auf Wappen basierenden Adelsstand ab.

### Blauer Mond
Byleth hatte das Haus der Blauen Löwen übernommen. In Garreg Mach trifft er seine ehemaligen Schüler. Dimitri, der nach dem Putsch aus seiner Heimat floh, hört seitdem die Stimmen seiner getöteten Familie und Freunde und hat sich geschworen, Edelgard zu töten. Byleths Klasse schließt sich der Kirche an, um Edelgard zu stoppen und Faerghus zu befreien. Dabei steht ihnen Dimitri im Weg, der unvorbereitet nach Adrestia gehen will, um Edelgard zu töten. Nach einem gescheiterten Attentat auf ihn gibt er seinen Wunsch nach Rache auf und erobert Faerghus zurück. Sie marschieren nach Adrestia und besiegen Edelgards Armee. In ihrem Palast angekommen will Dimitri mit ihr Frieden schließen und den Krieg beenden. Als sie aber zu einem Messer greift, um Dimitri zu erstechen, tötet er sie. Dimitri wird Herrscher über das unter Faerghus vereinte Fódlan. Byleth wird Erzbischof der Kirche der Seiros und reformiert sie, nachdem Rhea, die Gefangene des Kaiserreiches war, zurücktritt.

### Grüner Wind
Byleth hatte das Haus der Goldenen Hirsche übernommen. In Garreg Mach trifft er Claude und seine ehemaligen Schüler. Nachdem Claude mit Byleths Hilfe Leicesters Grenzen sichert, startet er einen Angriff gegen Adrestia. Dabei erhalten sie Unterstützung aus Almyra, einem Land östlich von Fódlan. Claude erklärt, dass er almyrische Wurzeln habe und Fódlans Grenzen nach Jahrhunderten der Isolation öffnen wolle. In Adrestia tötet Byleth Edelgard und rettet Rhea, die dort gefangen war. Nach Ende des Krieges konfrontieren sie die Schattenschleicher und töten deren Anführer. Rhea offenbart anschließend den Ursprung der Wappen. Vor tausend Jahren habe in Fódlan das Volk der Nabatea gelebt, die zwischen Menschen- und Drachenform wechseln gekonnt hätten. Um die dem Blut der Nabatea innewohnenden magischen Kräfte zu erlangen, habe Nemesis mithilfe der Schattenschleicher einen Genozid an dem Volk begangen. Nach dem Tod der Nabatea-Anführerin Sothis habe ihre Tochter Rhea unter dem Namen Seiros Krieg gegen Nemesis geführt und ihn getötet. Sie habe die Nachkommen seiner zehn Kommandanten begnadigt und zum Adel erhoben. Der wahre Ursprung der Wappen sei in Vergessenheit geraten. Nemesis wurde jedoch von den Schattenschleichern vor deren Untergang wiederbelebt. Claude und Byleth töten ihn daraufhin endgültig. Fódlan wird vereint und öffnet seine Grenzen gegenüber Almyra und anderen Ländern.

### Fahle Schatten
Als Byleth einen Eindringling in Garreg Mach verfolgt, erreicht er Abyssus, eine verborgene Stadt unterhalb des Klosters. Dort lernt er die Silberwölfe kennen, das geheime vierte Haus Garreg Machs. Die Kirche baute Abyssus auf, um für die Sicherheit derer zu sorgen, die sich von der Gesellschaft abgewandt haben. Obwohl der Kardinal Aelfric Abyssus beaufsichtigt, nehmen Überfälle durch Banditen zu. Aelfric vermutet, dass die Banditen es auf den Kelch der Anfänge abgesehen hätten. Der Kelch ist ein Relikt, mit dem man mithilfe von Blutopfern vergeblich versuchte, Sothis wiederzubeleben. Nachdem Aelfric von den Banditen entführt wird, übergibt Rhea Byleth den Kelch als Lösegeld. Jedoch verrät Aelfric die Silberwölfe, entführt sie und nimmt den Kelch an sich. Da die Silberwölfe die Wappen derer besitzen, die mit dem Kelch Sothis wiedererwecken wollten, will Aelfric die Silberwölfe opfern, um Byleths Mutter und Aelfrics Jugendliebe Sitri wiederzubeleben. Byleth kann das Ritual abbrechen und rettet die Silberwölfe. Aufgrund des misslungenen Rituals verschmilzt Aelfric mit Sitris Körper zu einem Monster und stirbt nach einem Kampf gegen die Silberwölfe. Rhea löst das Haus der Silberwölfe auf. Sie verlassen Abyssus und versprechen zurückzukehren, sollte Byleth ihre Hilfe benötigen.

## Spielprinzip
Fire Emblem: Three Houses ist ein Strategie-Rollenspiel, das sich am Spielprinzip der Fire-Emblem-Reihe orientiert. Hinzu kommen einige neue Spielmechaniken zum Erkunden und zum Kämpfen.
Der Spieler steuert den Protagonisten, dessen Geschlecht und Namen er sich selbst aussuchen kann. Zu Beginn des Spiels entscheidet sich der Spieler für eines der drei Häuser Garreg Machs, das er lehren will. Diese Wahl beeinflusst zusätzlich zum Verlauf der weiteren Handlung die in den Schlachten zur Verfügung stehenden Spielfiguren.

### Kalendersystem
In das Spiel ist ein Kalendersystem integriert. Sonntags hat der Spieler vier Möglichkeiten, den Tag zu verbringen: Er kann Garreg Mach erkunden, seine Klasse in Übungsschlachten trainieren, ein Seminar eines anderen Lehrers oder Schülers besuchen oder er kann sich ausruhen und den Tag überspringen. Montags lehrt der Spieler seine Klasse. Dabei kann er einige seiner Schüler aussuchen und ihre Waffenfertigkeit verbessern. Der Besuch von Seminaren erhöht ebenfalls die Waffenfertigkeit. Die restlichen Tage der Woche werden übersprungen, es sei denn, es gibt einen Feiertag oder die Handlung schreitet an diesem Tag voran. Am Ende jedes Monats findet eine für die Handlung relevante Schlacht statt. Nach einem Jahr endet die erste Spielhälfte mit einem Zeitsprung von fünf Jahren. Die zweite Spielhälfte läuft nach demselben Kalendersystem ab und schließt mit dem Ende des Krieges ab.

### Spieleraktivitäten
In Garreg Mach kann der Spieler mit seinen Schülern und anderen Lehrern reden, Nebenmissionen annehmen und erfüllen sowie weitere Aktivitäten durchführen, etwa das Anbauen von Gemüse oder das Essen zusammen mit einigen Schülern oder Lehrern. Durch gemeinsame Aktivitäten oder gemeinsames Kämpfen mit den Schülern oder Lehrern steigt der Unterstützungslevel zu ihnen. Dadurch erhält der Spieler zusätzliche Dialogoptionen, in denen er mehr über die jeweilige Figur erfährt. Hat der Spieler beim Abschluss des Spiels mit einem Charakter einen besonders hohen Unterstützungslevel, so kann er diesen heiraten. Mit gewissen Charakteren sind auch gleichgeschlechtliche Paare möglich. Außerdem ermöglicht ein hoher Unterstützungslevel, Schüler der anderen Häuser zu rekrutieren, sodass sie nach dem Zeitsprung spielbar bleiben. Alternativ ist das Rekrutieren über eine hohe Waffenfertigkeit Byleths in den von jeweiligen Schülern präferierten Waffen möglich.

### Kampfsystem
Das Kampfsystem von Three Houses ist rundenbasiert. Jede Schlacht findet auf einem größeren schachbrettartigen Spielfeld statt. Dem Spieler stehen je nach Größe des Spielfelds bis zu zwölf Spielfiguren zur Verfügung. Diese wählt sich der Spieler zu Schlachtbeginn aus den Schülern des eigenen Hauses, den rekrutierten Schülern und anderen Lehrern der Akademie aus. Byleth selbst ist dabei auch eine spielbare Figur. Das Ziel der meisten Schlachten ist es, alle gegnerischen Einheiten zu besiegen; teilweise genügt es, den Kommandanten zu besiegen. Mögliche Spielzüge mit einer Spielfigur sind unter anderem der Angriff auf eine gegnerische Einheit mit einer Waffe oder durch Magie und die Heilung einer verbündeten Einheit. Die Runde des Spielers ist zu Ende, wenn er mit allen Spielfiguren gezogen hat. Danach zieht der Computer mit den gegnerischen Figuren.
Bei einem Angriff verliert die Waffe an Haltbarkeit. Ist die Haltbarkeit einer Waffe aufgebraucht, verliert sie erheblich an Stärke. Jeder Angriff wird durch verschiedene Statuswerte beeinflusst. So erhöht die Stärke den Schaden eines Angriffs, während die Verteidigung den Schaden eines gegnerischen Angriffs verringert. Erreichen die Gesundheitspunkte einer Einheit Null, zieht sich diese entweder aus der Schlacht zurück oder stirbt, je nach Wahl des Schwierigkeitsgrades. Im letzten Fall ist die Einheit auch in den folgenden Schlachten nicht mehr spielbar. Nach einem Kampf erhält die beteiligte Einheit Erfahrungspunkte. Hat eine Einheit genügend Erfahrungspunkte erhalten, steigt ihr Level, wodurch sich ihre Statuswerte erhöhen.
Anders als in vielen vorherigen Fire-Emblem-Spielen existiert in Three Houses kein Schere-Stein-Papier-System in Form des Waffendreiecks; der Spieler erhält also keine Vorteile, wenn er zum Beispiel mit einem Schwertkämpfer einen Kampf gegen einen Axtkämpfer initiiert. Stattdessen wurden vom Vorgänger Fire Emblem Echoes: Shadows of Valentia Kampftalente in überarbeiteter Form übernommen. Ein Kampftalent erhöht den Schaden eines Angriffs oder macht ihn gegenüber bestimmten gegnerischen Einheiten besonders effektiv. Im Gegenzug verliert die Waffe an Haltbarkeit. Auch aus dem Vorgänger übernommen wurde der „Göttliche Puls“; mit ihm kann der Spieler eine beliebige Anzahl an Spielzügen rückgängig machen. In Three Houses neu eingeführt wurden Bataillone und Strategeme. Bataillone sind Soldaten, die sich einer verbündeten Einheit anschließen und ihre Statuswerte erhöhen. Strategeme sind Angriffe, die durch ein Bataillon ausgeführt werden und hohen Schaden verursachen oder verbündete Einheiten heilen. Pro Schlacht erhält jedes Bataillon eine begrenzte Anzahl an Strategemen.
Wie in Rollenspielen typisch besitzt jede Einheit eine Charakterklasse. Charakterklassen unterscheiden sich in ihren Statuswerten und Waffenspezialisierungen. So erhält eine Einheit der Faustkämpfer-Charakterklasse Vorteile im Faustkampf und im Gegenzug höheren Schaden gegenüber magischen Angriffen. Bis auf wenige geschlechtsspezifische Ausnahmen können alle Einheiten zu jeder Charakterklasse wechseln. Bevor eine Einheit ihre Charakterklasse wechseln kann, muss sie zuvor ein Examen bestehen. Jede Charakterklasse spezialisiert sich auf bestimmte Waffentypen. Das Examen überprüft, ob die Einheit im Unterricht den Umgang mit diesen Waffen gelernt hat. So benötigt eine Einheit, die in die Faustkämpferklasse wechseln soll, genügend Unterrichtsstunden im Faustkampf, um das Examen zu bestehen – ist dies nicht gegeben, kann die Einheit durch das Examen fallen und muss es zu einem späteren Zeitpunkt wiederholen.

## Entwicklung
Fire Emblem: Three Houses wurde von Intelligent Systems mit Unterstützung durch Koei Tecmo entwickelt. Auf der Seite von Intelligent Systems war Toshiyuki Kusakihara Regisseur, während Genki Yokota das Mutterunternehmen Nintendo vertrat. Ursprünglich sollte Three Houses für den Nintendo 3DS entwickelt werden. Die erste Planung begann kurz nachdem Fire Emblem Fates im Juni 2015 veröffentlicht wurde. Als Intelligent Systems sich stattdessen dazu entschied, Fire Emblem Echoes: Shadows of Valentia als Remake zum zweiten Teil der Fire-Emblem-Reihe zu entwickeln, wurde das Projekt vorläufig aufgeschoben. Nachdem Nintendo den Entwicklern Kusakihara und Yokota die Nintendo Switch präsentierte, entschieden sie sich, das Spiel stattdessen für diese Konsole zu entwerfen. Yokota wollte, dass das Spiel spätestens Ende 2019 erscheint. Jedoch sah Intelligent Systems sich nicht in der Lage, das Ziel für eine HD-Konsole wie die Nintendo Switch zu erreichen. Auf der Suche nach Unterstützung wandten sie sich an Koei Tecmo. Intelligent Systems und Nintendo hatten schon bei der Entwicklung von Fire Emblem Warriors positive Erfahrungen mit dem Unternehmen gemacht. Yosuke Hayashi, der Produzent von Warriors, empfahl ihnen dabei Koei Tecmos internes Entwicklerteam Kou Shibusawa, das bereits bei Strategie-Rollenspielen wie Romance of the Three Kingdoms mitwirkte.

### Leitende Entwickler
Außer Kusakihara und Yokota war von Intelligent Systems ein weiterer leitender Entwickler Takeru Kanazaki, der Tonregie führte. Dazu kamen einige Programmierer des Unternehmens. Das grundlegende Spielprinzip und das Design wurde bei Intelligent Systems entschieden, aber mit den Entwicklern von Koei Tecmo abgestimmt. Die Mehrheit der Programmierer und die drei leitenden Autoren stellte Koei Tecmo, das auch einen Großteil der restlichen Entwicklung übernahmen.
Als Charakterdesigner wählte man Chinatsu Kurahana, die bereits die Charaktere der Dating-Simulation und Visual Novel Uta no Prince-sama entworfen hatte. Sie galt für die Darstellung einer glanzvollen, adligen Gesellschaft besonders geeignet und hatte unter anderem großen Einfluss auf das Aussehen der Frisuren der Spielfiguren. Kazuma Koda, der Konzeptskizzen für das Spiel Nier: Automata erstellte, illustrierte diese auch zu Three Houses.

### Inspirationen zum Spiel

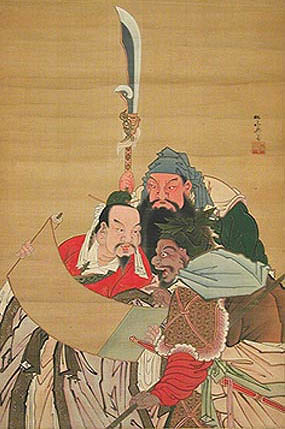
Illustration von Liu Bei, Guan Yu und Zhang Fei, drei Figuren aus der Geschichte der drei Reiche

Maßgeblich inspiriert wurde die Entwicklung durch das vierte Spiel der Fire-Emblem-Reihe Genealogy of the Holy War. So stammte die Idee, dass ehemalige Schulfreunde sich in einem Krieg bekämpfen, sowie der Zeitsprung nach der ersten Spielhälfte aus diesem Spiel. Vom Entwicklerstudio Koei Tecmo wurde die Entscheidung des Spielers zwischen drei rivalisierenden Reichen eingebracht. Diese übernahm man aus ihrer Spieleserie Romance of the Three Kingdoms, die wiederum auf dem Roman Die Geschichte der Drei Reiche basiert.
Der japanische Titel des Spiels lautet 風花雪月 (Hepburn: Fūkasetsugetsu, auf Deutsch wörtlich: „Wind, Blume, Schnee, Mond“). Er ist ein Yojijukugo, ein Sprichwort bestehend aus vier Kanji. In diesem Fall beschreibt das Sprichwort den Wandel der vier Jahreszeiten. Yokota und Kusakihara haben sich für diesen Titel entschieden, um die vier Hauptcharaktere Byleth, Edelgard, Dimitri und Claude widerzuspiegeln und um das Kalendersystem des Spiels in Form der vier Jahreszeiten darzustellen. Die Lokalisierer änderten den Titel des Spiels außerhalb Japans, da sie meinten, dass eine Übersetzung des Sprichworts nicht möglich sei. Als Hommage an Romance of the Three Kingdoms und um die drei Häuser des Spiels darzustellen, nannten sie das Spiel Three Houses.

### Änderungen am Kampfsystem
Da Three Houses nach zwölf Jahren ohne Ableger auf Heimkonsolen das nächste Spiel der Reihe für stationäre Konsolen sein sollte, wollten Kusakihara und Yokota das Kampfsystem überarbeiten. So entschied sich Intelligent Systems dazu, das aus der Fire-Emblem-Reihe bekannte Waffendreieck nicht einzubauen. Dass Waffen in einem Schere-Stein-Papier-System zueinander ständen, sei in einem Spiel über Krieg zu unrealistisch. Stattdessen sollten die spielbaren Charaktere ihre Waffenfertigkeiten in Lehreinheiten individuell ausbauen können. Außerdem wollte man dem Spieler vermitteln, dass ein Krieg stattfindet. In vorherigen Teilen bekämpften sich immer nur zwei Charaktere. Dank Koei Tecmo war es möglich, in einer Schlacht Bataillone darzustellen, die einen Charakter begleiten.

### Animation und Synchronisation
Außerhalb der handlungsfortführenden Schlachten wird ein Teil der Handlung des Spiels durch animierte Zwischensequenzen erzählt. Diese wurden von dem japanischen Animationsstudio Sanzigen unter der Leitung von Takashi Sano animiert.
Three Houses wurde sowohl auf Japanisch als auch auf Englisch synchronisiert. In beiden Sprachen wurde dabei jeder Satz vertont. Kusakihara zufolge dauerte es drei Monate, die Synchronisation der japanischen Version aufzunehmen. Das Skript sei dabei fünf Mal länger gewesen als beim Vorgänger Echoes: Shadows of Valentia.
Chris Niosi war der ursprüngliche englische Synchronsprecher des männlichen Protagonisten Byleth. Nachdem ihm jedoch sexualisierte Gewalt vorgeworfen worden war, gab Nintendo nach Veröffentlichung des Spiels bekannt, die englische Stimme Byleths zu ersetzen. Zudem warf Nintendo Niosi vor, eine Vertraulichkeitsvereinbarung gebrochen zu haben, da er vorzeitig sein Engagement als Synchronsprecher bekannt gab. Seit einem Update im September 2019 ist Zach Aguilar die neue Stimme Byleths.
Die folgende Tabelle gibt eine Übersicht über die englischen und japanischen Synchronsprecher der Haupt- und wichtigsten Nebenfiguren:
| Figur             | Japanisch          | Englisch                                                        | Kurzbeschreibung                                                          |
| ----------------- | ------------------ | --------------------------------------------------------------- | ------------------------------------------------------------------------- |
| Byleth (männlich) | Yusuke Kobayashi   | Zach Aguilar (seit Update 1.0.2) Chris Niosi (vor Update 1.0.2) | Protagonist, neuer Lehrer an Garreg Mach                                  |
| Byleth (weiblich) | Shizuka Itoh       | Jeannie Tirado                                                  | Protagonistin, neue Lehrerin an Garreg Mach                               |
| Edelgard          | Ai Kakuma          | Tara Platt                                                      | Kronprinzessin von Adrestia, Anführerin der Schwarzen Adler               |
| Dimitri           | Kaito Ishikawa     | Chris Hackney                                                   | Kronprinz von Faerghus, Anführer der Blauen Löwen                         |
| Claude            | Toshiyuki Toyonaga | Joe Zieja                                                       | Erbe des herrschenden Hauses von Leicester, Anführer der Goldenen Hirsche |
| Jeralt/Erzähler   | Akio Otsuka        | David Lodge                                                     | Byleths Vater, ehemaliger Kommandant des Militärs der Kirche              |
| Rhea              | Kikuko Inoue       | Cherami Leigh                                                   | Erzbischöfin der Kirche                                                   |
| Sothis            | Tomoyo Kurosawa    | Cassandra Lee Morris                                            | Göttin von Fódlan, erscheint als junges Mädchen in Byleths Träumen        |
| Hubert            | Katsuyuki Konishi  | Robbie Daymond                                                  | Edelgards Diener, Schüler der Schwarzen Adler                             |
| Ferdinand         | Taito Ban          | Billy Kametz                                                    | Schüler der Schwarzen Adler                                               |
| Linhardt          | Shun Horie         | Chris Patton                                                    | Schüler der Schwarzen Adler                                               |
| Caspar            | Satoru Murakami    | Ben Diskin                                                      | Schüler der Schwarzen Adler                                               |
| Bernadetta        | Ayumi Tsuji        | Erica Mendez                                                    | Schülerin der Schwarzen Adler                                             |
| Dorothea          | Juri Nagatsuma     | Allegra Clark                                                   | Schülerin der Schwarzen Adler                                             |
| Petra             | Shizuka Ishigami   | Faye Mata                                                       | Schülerin der Schwarzen Adler                                             |
| Dedue             | Hidenori Takahashi | Ben Lipley                                                      | Dimitris Diener, Schüler der Blauen Löwen                                 |
| Felix             | Yuichi Jose        | Lucien Dodge                                                    | Schüler der Blauen Löwen                                                  |
| Ashe              | Yuki Inoue         | Shannon McKain                                                  | Schüler der Blauen Löwen                                                  |
| Sylvain           | Makoto Furukawa    | Joe Brogie                                                      | Schüler der Blauen Löwen                                                  |
| Mercedes          | Yumiri Hanamori    | Dorothy Fahn                                                    | Schülerin der Blauen Löwen                                                |
| Annette           | Takako Tanaka      | Abby Trott                                                      | Schülerin der Blauen Löwen                                                |
| Ingrid            | Manaka Iwami       | Brittany Cox                                                    | Schülerin der Blauen Löwen                                                |
| Lorenz            | Hiroshi Watanabe   | Ben Diskin                                                      | Schüler der Goldenen Hirsche                                              |
| Raphael           | Takaki Ootomari    | Zachary T. Rice                                                 | Schüler der Goldenen Hirsche                                              |
| Ignatz            | Shogo Yano         | Christian La Monte                                              | Schüler der Goldenen Hirsche                                              |
| Lysithia          | Aoi Yuki           | Janice Roman Roku                                               | Schülerin der Goldenen Hirsche                                            |
| Marianne          | Sawako Hata        | Xanthe Huynh                                                    | Schülerin der Goldenen Hirsche                                            |
| Hilda             | Yuki Kuwahara      | Celeste Henderson                                               | Schülerin der Goldenen Hirsche                                            |
| Leonie            | Sakura Nogawa      | Ratana                                                          | Schülerin der Goldenen Hirsche                                            |
| Seteth            | Takehito Koyasu    | Mark Whitten                                                    | Rheas Berater und Stellvertreter, Flayns Vater                            |
| Flayn             | Yuko Ono           | Deva Marie Gregory                                              | Schülerin in Byleths Klasse, Seteths Tochter                              |
| Hanneman          | Kenji Hamada       | W. T. Falke                                                     | Lehrer an Garreg Mach                                                     |
| Manuela           | Sachiko Kojima     | Veronica Taylor                                                 | Lehrerin an Garreg Mach                                                   |
| Jeritza           | Atsushi Imaruoka   | Patrick Seitz                                                   | Lehrer an Garreg Mach                                                     |
| Alois             | Manabu Sakamaki    | Raymond K. Essel                                                | Kommandant des Militärs der Kirche                                        |
| Gilbert           | Hiromichi Kogami   | Doug Stone                                                      | Ritter im Militär der Kirche                                              |
| Catherine         | Chie Matsuura      | Laura Post                                                      | Ritterin im Militär der Kirche                                            |
| Shamir            | Yurina Watanabe    | Allegra Clark                                                   | Ritterin im Militär der Kirche                                            |
| Anna              | Saori Seto         | Karen Strassman                                                 | Händlerin an Garreg Mach                                                  |
| Cyril             | Kengo Kawanishi    | Griffin Burns                                                   | Rheas Diener                                                              |
| Thales            | Masaki Terasoma    | Chris Smith                                                     | Anführer der Schattenschleicher                                           |
| Kronya            | Marika Kuono       | Colleen O’Shaughnessey                                          | Mitglied der Schattenschleicher                                           |
| Solon             | Shinya Fukumatsu   | Joseph Whimms                                                   | Mitglied der Schattenschleicher                                           |
| Yuri              | Junya Enoki        | Alejandro Saab                                                  | Anführer der Silberwölfe                                                  |
| Balthus           | Subaru Kimura      | Aaron Hedrick                                                   | Schüler der Silberwölfe                                                   |
| Constance         | Sarah Emi Bridcutt | Kirsten Day                                                     | Schülerin der Silberwölfe                                                 |
| Hapi              | Sachika Misawa     | Christine Marie Cabanos                                         | Schülerin der Silberwölfe                                                 |
| Aelfric/Erzähler  | Daisuke Hirakawa   | Michael Sinterniklaas                                           | Kardinal der Kirche, beaufsichtigt Abyssus sowie die Silberwölfe          |

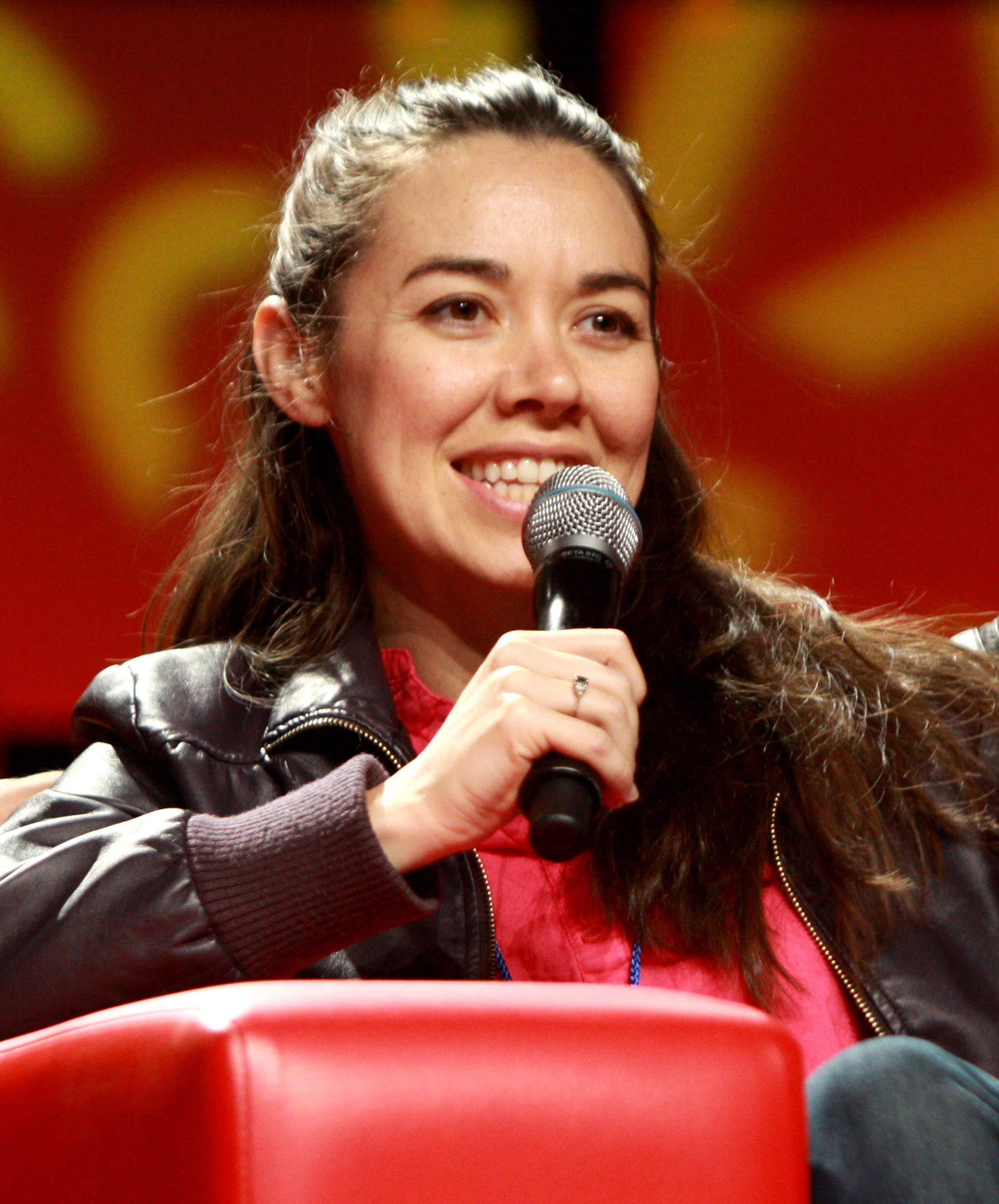
Tara Platt sprach Edelgard in der englischen Synchronisation.
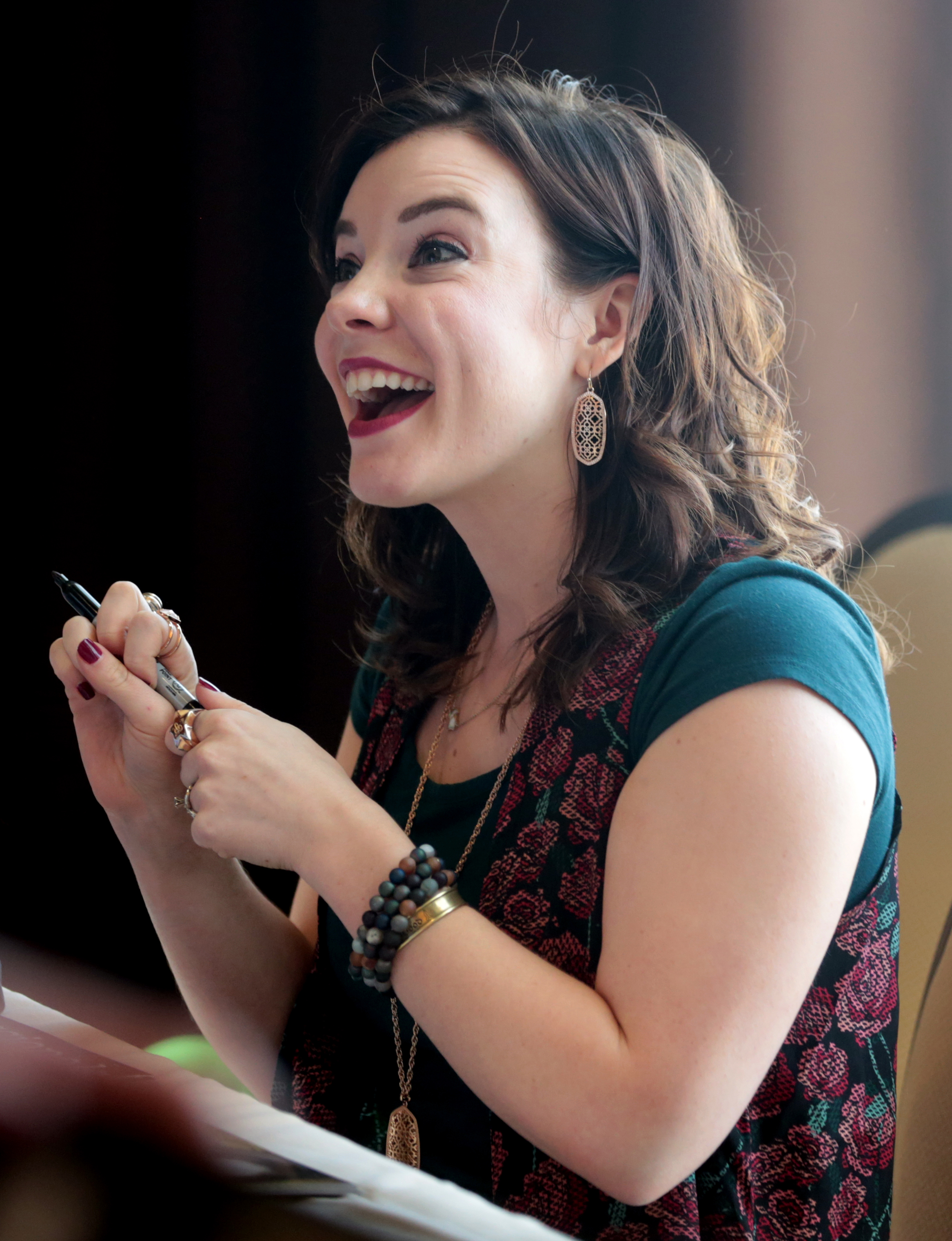
Cherami Leigh war die englische Stimme von Rhea.
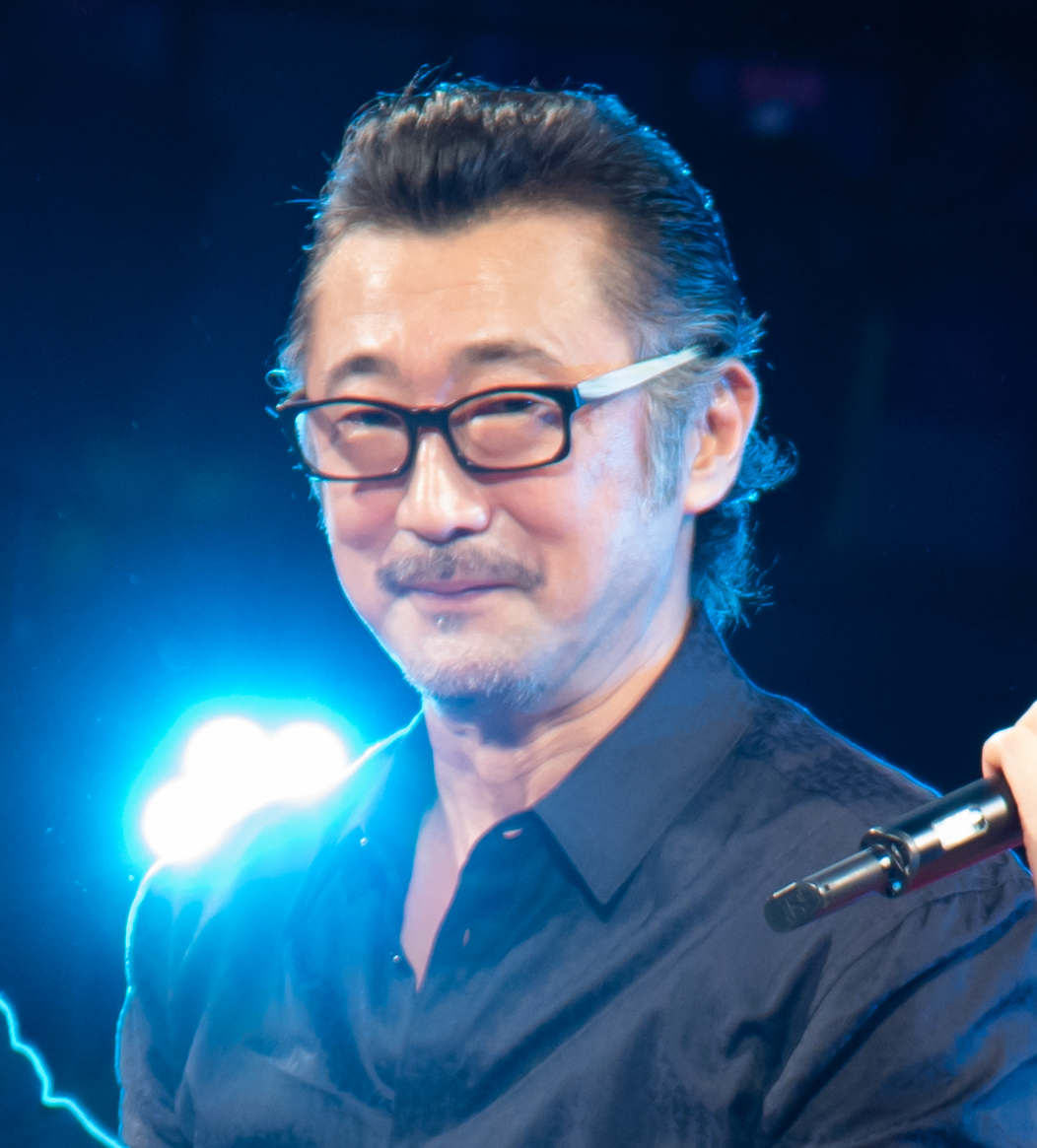
Akio Otsuka sprach Jeralt sowie den Erzähler in der japanischen Synchronisation.
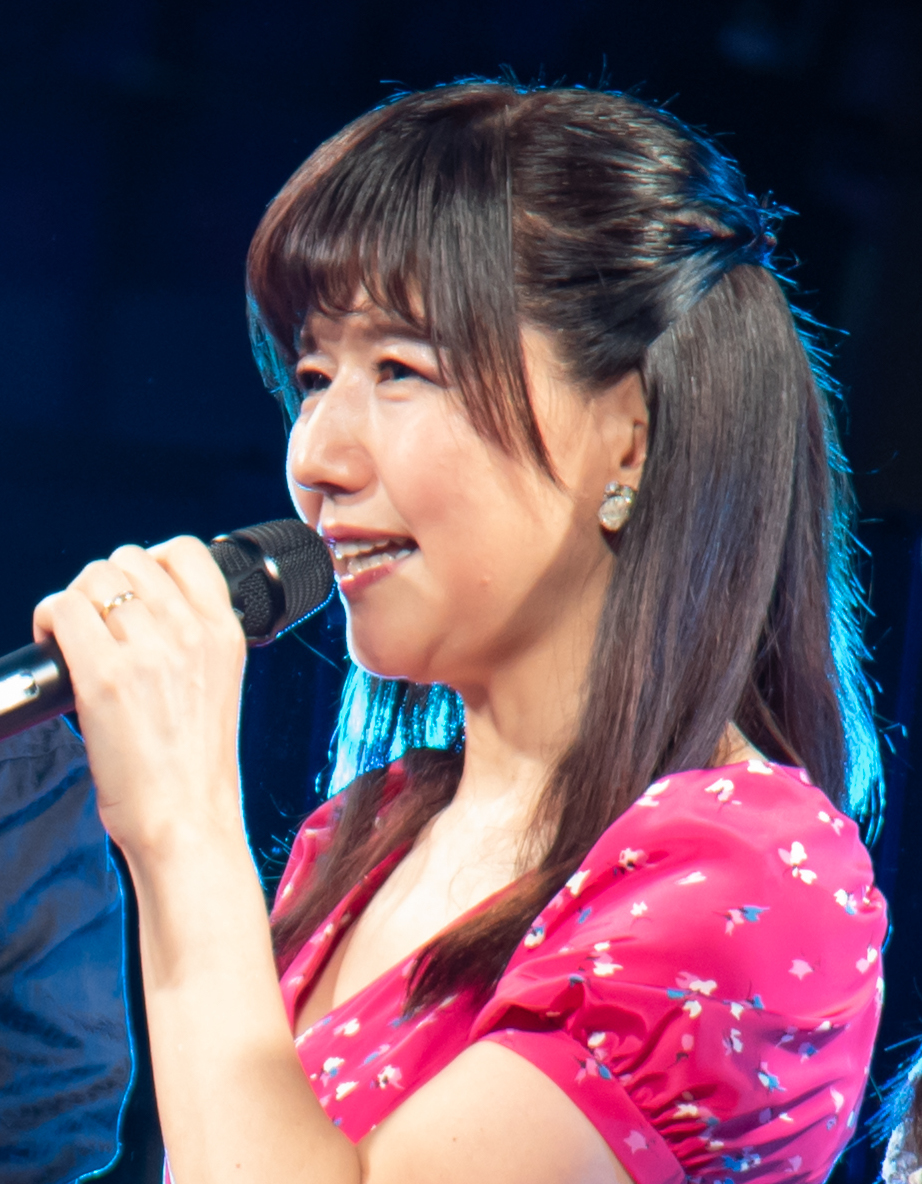
Kikuko Inoue war die japanische Sprecherin von Rhea.

## Veröffentlichung

Das vorläufige Logo von Fire Emblem: Three Houses, wie es auf der E3 2018 vorgestellt wurde

Während einer Nintendo-Direct-Videopräsentation zur Fire-Emblem-Reihe wurde am 18. Januar 2017 die Entwicklung eines Spiels für die Nintendo Switch verkündet. Als geplanten Veröffentlichungstermin nannte Nintendo das Jahr 2018.
Der erste Trailer zum Spiel erschien während einer Nintendo Direct zur Videospielmesse E3 am 12. Juni 2018, wo man den Namen Fire Emblem: Three Houses enthüllte. Der Veröffentlichungstermin wurde erst auf den Frühling 2019 verschoben und im Februar 2019 schließlich auf den 26. Juli 2019. Auf der E3 2019 zeigte man einen Trailer mit Details zur Handlung und weitere Spielszenen in einer Nintendo-Treehouse-Präsentation.
Weltweit erschien Three Houses am 26. Juli 2019 in derselben Version, die zwei Sprachen (Englisch und Japanisch) für die Tonausgabe enthielt sowie neben Deutsch sieben weitere Sprachen für das Spielmenü und die Untertitel. Der Inhalt der am selben Tag veröffentlichten Limited Edition unterscheidet sich hingegen je nach Region. Neben dem Spiel selbst enthält sie ein Steelbook, ein Artbook und den Soundtrack des Spiels – in Japan und Nordamerika in Form einer CD, in Europa auf einem USB-Stick. Zusätzlich befindet sich in der europäischen Limited Edition ein Anhängerset und in der nordamerikanischen Version ein Kalender.
Im Juli 2019 gab Nintendo bekannt, dass das Spiel mehrere DLCs in Form eines Erweiterungspasses erhalten werde, die bis zum April 2020 veröffentlicht würden. Die ersten DLCs fügen zwei weitere spielbare Charaktere hinzu: Jeritza, ein zuvor nicht spielbarer Lehrer Garreg Machs, sowie Anna, eine in den meisten Spielen der Fire-Emblem-Reihe auftauchende Händlerin. Außerdem enthalten sie weitere Gegenstände sowie Kleidungsstücke für die spielbaren Charaktere. Auch neue Spieleraktivitäten wie eine Sauna, die den Lernerfolg der Schüler erhöht, wurden hinzugefügt. Ein kostenloses Update im September 2019 schaltete mit „Extrem“ einen weiteren Schwierigkeitsgrad frei, bei dem die Gegner unter anderem höhere Statuswerte haben und aggressiver agieren. Am 13. Februar 2020 wurde der Erweiterungspass mit dem DLC „Fahle Schatten“ abgeschlossen, der die Handlung um den gleichnamigen Handlungsstrang erweitert und mit den Schülern der Silberwölfe vier neue spielbare Charaktere hinzufügt.

## Rezeption
Fire Emblem: Three Houses erhielt hauptsächlich positive Wertungen. Auf dem Review-Aggregator Metacritic bekam das Spiel – basierend auf 102 Rezensionen – eine Wertung von 89 aus 100 möglichen Punkten. Somit war Three Houses das Nintendo-Switch-Spiel mit dem vierthöchsten Metascore im Jahr 2019; unter den Nintendo-Switch-Exklusivspielen hatte es sogar den höchsten Metascore.
Das Kampfsystem wurde positiv aufgenommen. So stufte Ann-Kathrin Kuhls von GamePro die Schlachten als fordernd, aber nicht überfordernd ein, und merkte an, dass das Kampfsystem auch für Neulinge verständlich sei. Laut Kallie Plagge von GameSpot ist das Kampfsystem im Vergleich zu Vorgängern der Serie weniger abstrakt, besitzt jedoch die gleiche Tiefe. Sie lobte den Schwierigkeitsgrad und das Zusammenspiel verschiedener Spielmechaniken wie Positionieren der Einheiten und die Bataillone, wodurch sich kluges Ziehen nach mehreren Spielzügen auszahlen könne.
Die Charaktere wurden ebenfalls mehrfach gelobt. Kuhls mochte die Tiefe der Charaktere und deren vielseitigen Hintergrundgeschichten. Markus Grundmann von Eurogamer merkte an, dass dadurch die Schüler mehr seien als nur verbündete Einheiten und sich dies im Kampfsystem wiederfinde, da man verhindern wolle, dass seine Schüler im Kampf sterben. So schrieb auch Aron Garst von GamesRadar:

“Every character (…) feels important with their own backstory, relationships, and specialties. Losing a soldier was never an option.”

„Jede Spielfigur (…) fühlt sich bedeutend an mit ihrer eigenen Hintergrundgeschichte, Beziehungen und Besonderheiten. Einen Soldaten zu verlieren war keine Option.“

Die Handlung und insbesondere der Aufbau der fiktiven Welt wurden gelobt. Brendan Graeber von IGN und Kimberly Wallace von Game Informer lobten insbesondere die ausführliche Darstellung von Adel, Politik und Religion im Spiel sowie die Mysterien, die Sothis, Rhea und die Kirche der Seiros umgeben. Hingegen wurde das Aufteilen dieser in vier verschiedene Stränge kontrovers aufgenommen. So meint Graeber, dass das Aufteilen der Handlung in verschiedene Routen besser gelöst sei als in Fire Emblem Fates. So fühle es sich in Three Houses nicht an, dass die Wahl eines bestimmten Hauses die einzig richtige sei. Im Vergleich zum Vorgänger trügen alle Routen etwas Neues zur Handlung bei, weshalb es einen großen Wiederspielwert besitze. Laut Plagge finden dadurch allerdings viele Handlungsstränge in einer einzelnen Route keinen befriedigenden Abschluss.
Kritisiert wurden außerdem technische Mängel. So lobte Eike Cramer von 4Players zwar die Animationen der Charaktere, bewertete die grafische Präsentation des Spiels jedoch als „bestenfalls ordentlich“ und bezeichnete die Texturen als verwaschen. Kuhls bemängelte vereinzelte Ruckler beim Erkunden des Klosters. Laut Mitch Vogel von Nintendo Life sinkt die Bildfrequenz des Spiels auch während verschiedener Schlachten, insbesondere bei größeren Spielfeldern.
Die gleichgeschlechtlichen Beziehungen stießen auf gemischte Meinungen. Auf der einen Seite wurde gelobt, dass Three Houses die meisten bisexuellen Charaktere der Reihe hat, nachdem es in Fates nur zwei gab. Auf der anderen Seite wurde der Umgang mit den schwulen Beziehungen kritisiert. Während eine weibliche Byleth fünf potenzielle Partnerinnen hat, hat ein männlicher Byleth nur Zugang zu drei gleichgeschlechtlichen Beziehungen, von denen zwei rein platonisch sind. Durch Updates und kostenpflichtige DLCs sind mit Jeritza und Yuri zwei weitere mögliche gleichgeschlechtliche Ehepartner hinzugefügt worden, jedoch kritisierte unter anderem Aimee Hart des LGBTQ-Gaming-Magazins Gayming Mag, dass sich diese Lösung zu sehr nach „pay-to-be-gay“ („bezahlen, um schwul zu sein“) anfühle.

### Rezeption zum Erweiterungspass
Der Erweiterungspass zu Three Houses bekam gemischte bis positive Wertungen. Auf Metacritic erhielt er – basierend auf 16 Rezensionen – eine Wertung von 75 Punkten.
Gelobt wurde der Schwierigkeitsgrad und das Kampfsystem. Graeber merkte an, dass durch die begrenzten Ressourcen wie Gold oder Waffen der Schwierigkeitsgrad um eine angemessene Höhe ansteige. Er lobte insbesondere die Vielfältigkeit der Siegesbedingungen der Schlachten im Vergleich zum Hauptspiel, da der Spieler nicht nur Gegner besiegen, sondern teilweise auch vor ihnen fliehen müsse. Donald Theriault von Nintendo World Report sah den erhöhten Schwierigkeitsgrad ebenfalls positiv an. Laut ihm würden die limitierten Ressourcen dazu führen, dass Spieler vom Grinden, dem wiederholten Kämpfen mit dem Ziel des Levelaufstiegs, abgehalten werde.
Kritisiert wurde, dass die Handlung „Fahle Schatten“ nicht auf die Haupthandlung von Three Houses eingehe und umgekehrt. Graeber mochte es, dass „Fahle Schatten“ näher auf die Hintergrundgeschichte des Protagonisten Byleth eingehe, war aber enttäuscht davon, dass Charaktere wie Sothis oder Jeralt nicht vorkämen und diese in der Haupthandlung die Geschehnisse nicht kommentieren würden. Er kritisierte ebenfalls, dass die vier Schüler der Silberwölfe in der Haupthandlung vorkämen, ohne sich an die Nebenhandlung zu erinnern.
Die vorherigen DLCs des Erweiterungspasses sieht Graeber als spaßig, wenn auch nicht als notwendig, an. Im Vergleich zu anderen Erweiterungspässen wie dem zu The Legend of Zelda: Breath of the Wild meint er, dass der Erweiterungspass von Three Houses zwar weniger Inhalt habe, den Wiederspielwert dank weiterer spielbarer Charaktere und Spieleraktivitäten erhöhe. Theriault hingegen fand, dass der DLC „Fahle Schatten“ allein die Existenz und den Preis des Erweiterungspasses rechtfertige.

### Auszeichnungen
Three Houses war zu mehreren Auszeichnungen nominiert. So wurde das Spiel bei den Game Awards 2019 zum besten Strategiespiel des Jahres ausgezeichnet. Das Publikum wählte Three Houses zum besten Spiel des Jahres. Bei den DICE Awards 2020 wurde es zum besten Strategie- und Simulationsspiel des Jahres ausgezeichnet. Bei den Japan Game Awards 2020 erhielt das Spiel den „Award for Excellence“.
| Preisverleihung             | Kategorie                                 | Resultat  | Datum              |
| --------------------------- | ----------------------------------------- | --------- | ------------------ |
| Game Critics Awards 2019    | Best Strategy Game                        | Nominiert | 27. Juni 2019      |
| Golden Joystick Awards 2019 | Ultimate Game of the Year                 | Nominiert | 16. November 2019  |
| Golden Joystick Awards 2019 | Best Storytelling                         | Nominiert | 16. November 2019  |
| Golden Joystick Awards 2019 | Nintendo Game of the Year                 | Nominiert | 16. November 2019  |
| The Game Awards 2019        | Best Strategy Game                        | Gewonnen  | 12. Dezember 2019  |
| The Game Awards 2019        | Player’s Voice                            | Gewonnen  | 12. Dezember 2019  |
| DICE Awards 2020            | Best Strategy/Simulation Game of the Year | Gewonnen  | 13. Februar 2020   |
| Japan Game Awards 2020      | Award for Excellence                      | Gewonnen  | 26. September 2020 |

### Verkaufszahlen
In Japan konnte sich Three Houses in seiner Veröffentlichungswoche laut Angaben der japanischen Videospiel-Zeitschrift Famitsu im Einzelhandel 143.130 Mal verkaufen; Umsätze aus dem Nintendo eShop wurden dabei nicht einberechnet. Somit debütierte das Spiel auf dem ersten Platz der japanischen Videospiel-Charts. Dennoch hat es sich in der ersten Woche weniger oft verkauft als andere Spiele der Fire-Emblem-Reihe. So lag der Absatz nur bei etwa der Hälfte wie bei Fire Emblem: Awakening oder Fates.
Die folgende Tabelle gibt die von der Famitsu bekanntgegebenen Verkaufszahlen aus dem japanischen Einzelhandel an:
| Verkaufswoche | Zeitraum                       | Verkäufe | Insgesamt | Platzierung |
| ------------- | ------------------------------ | -------- | --------- | ----------- |
| 1             | 22. – 28. Juli 2019            | 143.130  | 143.130   | 1           |
| 2             | 29. Juli – 4. August 2019      | 35.804   | 178.934   | 2           |
| 3             | 5. – 11. August 2019           | 19.616   | 198.550   | 3           |
| 4             | 12. – 18. August 2019          | 15.042   | 213.592   | 4           |
| 5             | 19. – 25. August 2019          | 7.864    | 221.456   | 7           |
| 6             | 26. August – 1. September 2019 | 7.641    | 229.097   | 8           |
| 7             | 2. – 8. September 2019         | 6.255    | 235.352   | 10          |

Nach dem Verband der deutschen Games-Branche debütierte das Spiel im Juli 2019 auf dem zweiten Platz der deutschen Videospiel-Charts, im folgenden Monat sank es auf den vierten Platz. Im Vereinigten Königreich war Three Houses in den ersten beiden Wochen das meistverkaufte Spiel und es konnte sich dort in seiner ersten Woche etwa doppelt so oft verkaufen wie Awakening. In den Vereinigten Staaten hatte das Spiel laut Angaben des Marktforschungsinstituts NPD Group den besten Verkaufsstart aller Fire-Emblem-Spiele und landete auf dem zweiten Platz der amerikanischen Videospiel-Charts im Juli 2019. In Spanien debütierte das Spiel mit etwa 19.500 verkauften Einheiten in der Veröffentlichungswoche auf Platz 1 der spanischen Charts. Außerdem konnte es sich dort mehr als doppelt so oft absetzen wie Fates in seiner ersten Verkaufswoche. Nach Schätzungen des Marktforschungsunternehmens Superdata Research konnte sich Three Houses im Juli 2019 weltweit etwa 800.000 Mal über den Nintendo eShop verkaufen.
Die folgende Tabelle gibt die globalen Verkaufszahlen an. Die Daten entstammen aus den vierteljährlichen Finanzberichten von Nintendo und beinhalten sowohl Verkäufe aus dem Einzelhandel als auch digitale aus dem Nintendo eShop:
| Datum              | Global    | Japan     | Übersee   |
| ------------------ | --------- | --------- | --------- |
| 30. September 2019 | 2,29 Mio. |           |           |
| 31. Dezember 2019  | 2,58 Mio. | 0,53 Mio. | 2,04 Mio. |
| 31. März 2020      | 2,87 Mio. | 0,58 Mio. | 2,29 Mio. |
| 30. Juni 2020      | 3,02 Mio. |           |           |

Aktuellere Verkaufszahlen wurden durch die Computer Entertainment Supplier’s Association (CESA) bekanntgegeben. Nach den CESA White Books 2021, 2022 und 2023 wurden bis zum 31. Dezember 2020 über 3,40 Millionen, bis zum 31. Dezember 2021 über 3,82 Millionen und bis zum 31. Dezember 2022 über 4,12 Millionen Einheiten des Spiels abgesetzt. Somit ist es das meistverkaufte Spiel der Fire-Emblem-Reihe.

### Wissenschaftliche Analyse
Fire Emblem: Three Houses war Gegenstand verschiedener wissenschaftlicher Analysen. So betrachtete die Spielwissenschaftlerin Joleen Blom, wie Three Houses Beziehungen zwischen den Spielfiguren aufbaue sowie den Einfluss des Spielers auf die Handlung und Charaktere. Der Spieler beeinflusse etwa durch Erhöhen der Unterstützungslevels und die somit freischaltbaren Dialogoptionen die Mikroebene des Spiels, im Vergleich zu vielen Rollenspielen durch die Wahl des Hauses und das Rekrutieren neuer Schüler aber auch die Makroebene, also die Handlung des Spiels und das Schicksal der Charaktere. Laut Blom wird Three Houses daher, anders als etwa Persona 5, keine Adaption in Form eines Animes oder Mangas erhalten können.
Das Onlinemagazin Language at Play befasste sich mit den einzelnen Routen des Spiels. Die Historikerin Aurelia Brandenburg sah im Haus der Blauen Löwen und der dazugehörigen Route „Blauer Mond“ die Ritterlichkeit als wichtiges Motiv. Vor allem Dimitri spiegele dieses Motiv wider, da er, nachdem er nach dem Zeitsprung durch seinen Wunsch nach Rache viele Merkmale eines guten Ritters verloren habe, am Ende der Handlung zum „idealen König, Held und Mann“ werde. Kassandra Hackenberg betrachtete hingegen das Haus der Schwarzen Adler sowie die Route „Rote Blume“ und erkannte in ihnen das Motiv der Revolution wieder. Jeder Schüler der Schwarzen Adler leide zu Beginn der Handlung an verschiedenen Traumata, die durch Edelgards Kampf gegen den Status quo bewältigt würden. Auch, dass die Schwarzen Adler unter allen Häusern mit Abstand die meisten queeren Schüler hätten, zu denen ebenfalls Edelgard selbst gehöre, verdeutliche dieses Motiv.

## In weiteren Medien
Am 16. Januar 2020 enthüllte Masahiro Sakurai in einer Videopräsentation zu Super Smash Bros. Ultimate, dass Byleth, der Protagonist von Fire Emblem: Three Houses, der fünfte DLC-Charakter sei. Byleth ist am 29. Januar 2020 zusammen mit dem Kloster Garreg Mach als Kampfarena und Musikstücken aus Three Houses in Super Smash Bros. Ultimate erschienen. Außerdem erhielt Byleth wie die restlichen Super-Smash-Bros.-Kämpfer eine amiibo-Spielfigur, die am 26. März 2021 erschien.
In einer Nintendo Direct am 9. Februar 2022 wurde mit Fire Emblem Warriors: Three Hopes ein Spin-Off zum Spiel angekündigt, der am 24. Juni 2022 für die Nintendo Switch erschienen ist. Anders als Three Houses ist dieser kein Teil der Fire-Emblem-Hauptreihe, sondern wie Fire Emblem Warriors ein Crossover zwischen der Fire-Emblem- und Dynasty-Warriors-Reihe mit dem Hack-and-Slay-Spielprinzip der Warriors-Spiele. Warriors: Three Hopes spielt in derselben Spielwelt und mit denselben Charakteren wie Three Houses, jedoch findet die Handlung in einer alternativen Zeitlinie statt und ist daher unabhängig von den vier Handlungssträngen aus Three Houses.